# Илан Шор
Илан Шор (на молдовски: Ilan Șor) е молдовски политик, финансист и банкер. Председател на партия Шор.

## Личен живот
Илан Шор е роден на 6 март 1987 г. в Тел Авив, Израел. Той е син на Мирон и Мария Шор, молдовски евреи от Кишинев, които са се преместили в Израел в края на 1970-те години. Семейството му се завръща в Кишинев през 1990 г., когато Шор е на две или три години, а баща му започва работа в Молдова. Баща му умира през 2005 г. През 2011 г. се жени за руската певица Жасмин, която е 10 години по-голяма от него.